# Osmanlı tayyare bölükleri
L'Aeronautica militare ottomana (in turco Osmanlı tayyare bölükleri) fu l'aeronautica militare dell'Impero ottomano, sia della sua componente terrestre, sia di quella navale.
La storia dell'Aeronautica militare ottomana data dal giugno del 1909. o dal mese di luglio 1911. Ad essa ci si riferisce talvolta come Forza Aerea Ottomana L'Aeronautica militare ottomana raggiunse la sua acme nel dicembre del 1916, quando gli Squadroni dell'Aeronautica ottomana potevano schierare 90 velivoli. A questi 90 velivoli ne furono aggiunti altri 260, trasferiti dalla Germania ai turchi, a cui vanno sommati altri 200 velivoli, che furono però affidati ad unità germaniche presenti sul territorio turco.
Gli Squadroni aerei furono riorganizzati nell'Ispettorato generale delle forze aeree (Kuva-yı Havaiye Müfettiş-i Umumiliği) il 29 luglio del 1918. Con la firma dell'Armistizio di Mudros il 30 ottobre 1918, l'Aeronautica militare ottomana concluse la sua esistenza. Al tempo dell'Armistizio, l'Aeronautica militare ottomana contava circa 100 piloti; 17 squadriglie di aeroplani basati a terra, di 4 velivoli ciascuna e 3 squadriglie di idrovolanti di 4 velivoli ciascuna, per un totale di 80 aeroplani.

## Istituzione di una Scuola di volo e di unità da guerra

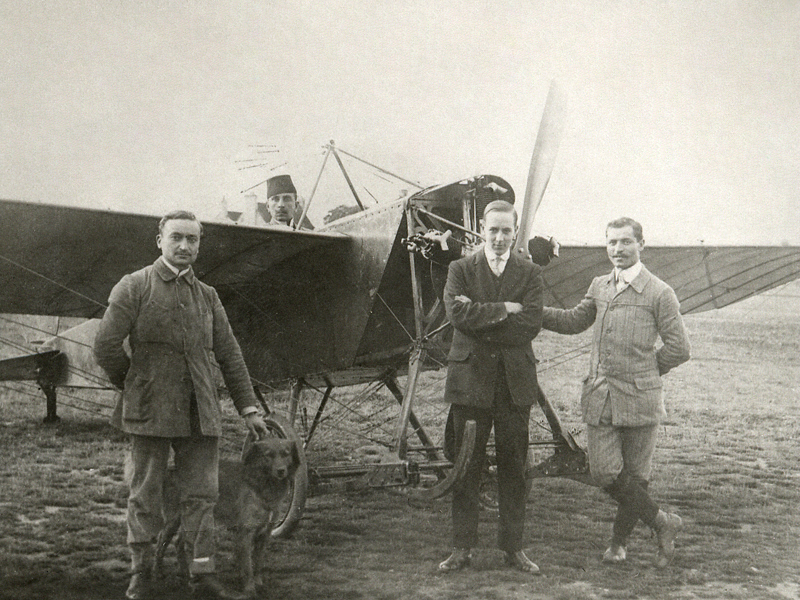
Piloti ottomani ai primi del 1912.

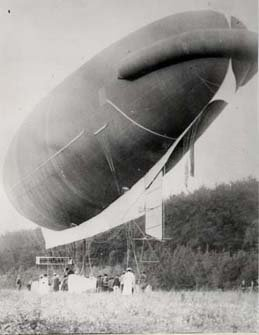
Yeşilköy La base aerea di Yeşilköy (Istanbul) nel 1911.

Il 2 dicembre 1909, Louis Blériot e il pilota belga Barone Pierre de Caters effettuarono la prima dimostrazione di volo nell'Impero ottomano.
Di fronte all'evidenza della crescente rilevanza assunta dal combattimento aereo, il Governo ottomano decise di adottare un programma di sviluppo di una sua propria aviazione combattente. A tal fine alcuni ufficiali furono inviati in Europa alla fine del 1910 per seguire corsi di addestramento al pilotaggio aereo. Tuttavia, per difficoltà finanziarie, il programma di studio fallì e le persone che stavano addestrandosi tornarono in patria nella primavera del 1911.
Malgrado fosse stato lasciato senza alcuna linea-guida governativa per l'istituzione di una forza militare aerea, il Ministro ottomano della Guerra del tempo, Mahmut Şevket Paşa, continuò a incoraggiare l'idea di un programma militare aereo. Il 28 giugno 1911 fu svolto un esame scritto e il 4 luglio il capitano di cavalleria Fesa (Evrensey) e il sottotenente del Genio militare Yusuf Kenan furono selezionati. Fesa fu spedito in Francia e Yusuf Kenan in Germania. A causa però dell'eccessivo livello richiesto dalla scuola tedesca, entrambi furono assegnati in Francia alla Scuola aeronautica Blériot a Étampes, presso Parigi, nel luglio del 1911.
Alla fine del 1911 il ten. col. di Stato Maggiore Süreyya (İlmen) fu incaricato con dar vita a una Commissione Aeronautica (Tayyare Komisyonu) assieme a vari membri dell'Ispettorato delle Formazioni Tecniche e delle Fortificazioni (Kıtaât-ı Fenniyye ve Mevâki-i Müstahkeme Müfettişligi). Due hangar di tende per la Scuola Aerea (Tayyare Mektebi) furono eretti nel gennaio del 1912 a Yeşilköy, lì dove oggi esiste l'Aeroporto Internazionale di Istanbul - Atatürk (Atatürk Uluslararası Havalimanı).
Il 21 febbraio 1912, Fesa e Yusuf Kenan completarono il loro addestramento aereo alla Scuola Aeronautica Blériot e tornarono col brevetto n. 780 e 797 dell'Aero Club francese. Nello stesso anno altri otto ufficiali turchi furono inviati in Francia per l'addestramento al volo. Fesa Bey e Yusuf Kenan Bey effettuarono un sorvolo di Istanbul il 27 aprile 1912.
L'Impero ottomano cominciò a preparare i suoi primi piloti e gli aeroplani, fondando la Scuola Aerea (Tayyare Mektebi) a Yeşilköy il 3 luglio 1912, con l'incarico di addestrare gli ufficiali piloti.
Lo stesso anno furono acquistati dalla Francia un monoposto e un biposto Deperdussin (poi "Société Pour L'Aviation et ses Dérivés", SPAD), portati a Istanbul nel marzo del 1912. Furono anche comprati due esemplari della versione biposto del Bleriot XI-b, il primo dei quali fu presentato al Comandante supremo Rıza Paşa. Tre esemplari di un differente modello biposto, il XI-2, e tre esemplari del simulatore del monoposto Pingouin furono del pari impiegati dalle Forze Armate ottomane.
Il REP (Robert Esnault-Pelterie) fu altresì uno dei primi aerei a essere messo in linea dall'Impero. Questo aeroplano fu progettato da Robert Esnault-Pelterie e il suo primo volo ebbe luogo nel 1912 e l'aereo entrò in servizio in Francia in quello stesso anno. In base all'accordo raggiunto tra il produttore e il Ministero ottomano della Guerra, sette velivoli REP furono acquistati e il primo di essi volò il 15 marzo per unirsi alle forze armate ottomane. A fine aprile 1912, l'aereo militare fu mostrato al pubblico per la prima volta in occasione di una parata tenuta in onore del Sultano ottomano Mehmet V Rashad. Cinque dei sette velivoli acquistati erano monoposto e gli altri due erano biposto. Uno dei monoposto fu progettato solo per effettuare pratica a terra. L'ultimo aeroplano fu confiscato dai Serbi mentre veniva trasportato a Istanbul con un treno. Tali aerei erano già stati radiati nel 1914.
Alla fine del 1912, le forze armate ottomane avevano un totale di 15 aeroplani, per lo più acquistati grazie a donazioni private.

## Guerra italo-turca
Nel settembre 1911 il Regno d'Italia inizia le operazioni di invasione della Tripolitania, allora vilayet dell'Impero ottomano e a sua volta parte della Libia ottomana, ricorrendo nei successivi mesi all'arma aerea ed effettuando missioni di ricognizione e bombardamento, tra i primi nella storia dell'aviazione militare, con dirigibili ed i primi aerei appositamente attrezzati inquadrati nel Servizio Aeronautico del Regio Esercito.
Gli aerei, inizialmente utilizzati in missioni di ricognizione aerea per scoprire entità e spostamenti delle forze avversarie, furono ben presto impiegati anche per il bombardamento delle colonne nemiche (Giulio Gavotti, il 1º novembre), usando bombe a mano tipo Cipelli da 2 kg. Gli ottomani riuscirono a colpire il loro primo aereo nemico, il Nieuport pilotato dal capitano Riccardo Moizo, il 26 ottobre, tre giorni dopo la prima missione compiuta dal comandante della spedizione, capitano Carlo Maria Piazza.
La guerra causò la morte del primo pilota militare caduto in azione, il sottotenente di cavalleria Piero Manzini, che il 25 agosto 1912 precipitò in mare davanti a Tripoli con il suo aereo. Fu invece poco tempo dopo, il 10 settembre, che le truppe ottomane riuscirono a catturare il loro primo aereo nemico, quello condotto dal capitano Moizo,
Durante l'invasione, l'esercito ottomano non era ancora stato in grado di utilizzare i pochi nuovi aerei in combattimento. Gli ottomani avevano poche truppe dislocate in Nord Africa e furono costretti a contrastare gli italiani per lo più con una milizia araba locale (la massiccia forza d'assalto anfibia italiana di 150 000 soldati fu contrastata da appena 20 000 beduini e 8 000 turchi.). Il governo del Regno Unito, che controllava militarmente de jure le provincie d'Egitto e di Sudan fin dalla rivolta promossa dall'allora Primo ministro Aḥmad ʿOrābī nel 1882, non permise al governo ottomano di inviare rinforzi che passassero attraverso il territorio egiziano e i tentativi di acquistare aerei in Francia e di inviarli al fronte tramite l'Algeria non riuscirono a concretizzarsi.

## Guerre balcaniche

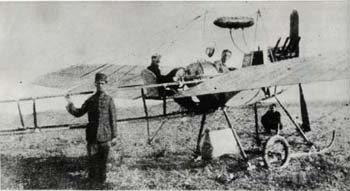
Piloti ottomani durante le Guerre balcaniche (1912-1913)

L'Aeronautica militare ottomana ebbe il suo battesimo di fuoco nel corso della prima guerra balcanica, contro il Regno del Montenegro, il Regno di Serbia, il Regno di Bulgaria e la Grecia. Diciassette velivoli ottomani furono impiegati per l'avvistamento, dal settembre 1912 all'ottobre 1913. L'Aeronautica militare ottomana, a causa della propria scarsa esperienza organizzativa in combattimento, perse inizialmente un certo numero di aeroplani. Tuttavia, non appena i piloti acquisirono un po' più d'esperienza bellica, migliorarono la qualità dei loro combattimenti aerei e numerose nuove reclute raggiunsero gli Squadroni dell'Aeronautica militare.
Ciò nonostante, la Lega balcanica vinse la guerra. Poco dopo la Bulgaria attaccò la Serbia, innescando la Seconda guerra balcanica e l'Impero ottomano dichiarò guerra alla Bulgaria, recuperando infine una parte dei suoi territori perduti nella Tracia orientale, inclusa l'importante città di Edirne (Adrianopoli) che era stata la capitale ottomana tra il 1365 e il 1453.
Al termine delle Guerre balcaniche l'Aeronautica militare ottomana aveva così cumulato un'esperienza maturata nel corso di tre conflitti e di un colpo di Stato.
Alla fine delle Guerre balcaniche, si avviò un processo di modernizzazione e furono acquistati nuovi aeroplani. Allo scoppio del I conflitto mondiale, tale processo s'interruppe bruscamente.

## Periodo precedente alla Prima guerra mondiale
Il 29 ottobre 1913, il cap. Salim Bey e il cap. Kemal Bey sorvolarono il mar di Marmara, mentre il 18 novembre dello stesso anno, Belkıs Şevket Hanım, una componente della Società per la Difesa dei Diritti delle Donne (Mudafaa-i Hukuki Nisvan Cemiyeti) volò a bordo di un aeroplano pilotato da Fethi Bey, diventando così la prima donna turca ad essere ospitata a bordo di un velivolo.

## La Prima guerra mondiale: struttura e organizzazione
Gli squadroni ottomani cominciarono il primo conflitto mondiale sotto il diretto controllo dell'Ufficio del Comando Supremo Militare (Başkomutanlık Vekâleti). A causa del costo dei velivoli, si trattava di piccole unità e tali sarebbe rimaste per tutta la durata della guerra, senza diventare un Corpo armato separato, come accadde invece in altre realtà statali durante il medesimo conflitto. Al contrario l'Aeronautica militare ottomana fu parcellizzata in piccoli distaccamenti all'interno di altre Armi o Corpi militari, responsabili del l'impiego tattico degli aeroplani. Una logistica primitiva conservò tali unità di piccola dimensione.

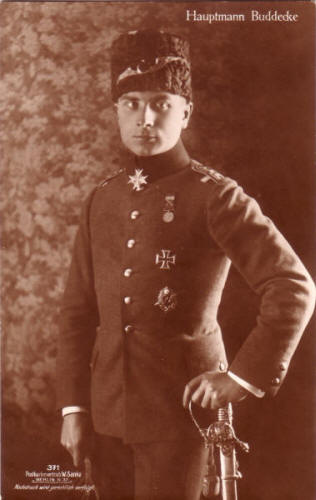
Hans-Joachim Buddecke in uniforme ottomana (1916).

Nel frattempo, la Osmanlı Donanması (Marina Militare ottomana) istituì l'Accademia di Aviazione della Marina (Bahriye Tayyare Mektebi) a Yeşilköy, nel giugno del 1914.
Nel 1915, alcuni ufficiali tedeschi, tra cui l'asso dell'aviazione Hans-Joachim Buddecke, giunsero nell'Impero ottomano mentre alcuni ufficiali ottomani si recarono in Germania per voli d'addestramento. Buddecke stesso voleva arricchire il suo palmarès volando per l'alleato ottomano della Germania e realizzò 4 abbattimenti confermati di aeroplani nemici e sette altri abbattimenti probabili (tra la fine del 1915 e l'estate del 1916), volando per gli Squadroni ottomani.
Dalla fine del 1915 il Governo ottomano istituì due uffici di collegamento: il 13° che faceva parte dello Stato Maggiore ottomano e il 9° che faceva parte del Ministero della Guerra ottomano.
Nel 1916 la forza aerea era cresciuta fino ad annoverare 81 piloti e osservatori e circa 90 aeroplani. Infine la Germania decise di trasferire 460 velivoli nell'Impero ottomano: 260 andarono alle unità ottomane e il resto rimase affidato a personale tedesco in unità germaniche. Il personale tedesco ammontò a circa 400 unità che servirono nelle forze armate ottomane.
Alla fine della guerra l'aviazione ottomana era diventata un insieme assai composito di 200 aerei, forniti e acquistati dall'Impero tedesco, Francia ed Impero russo, e catturati al Regno Unito. Anche i modelli erano quanto di più eterogeneo: sette tipi di Albatros; quattro tipi di Fokker; tre tipi di bombardieri Gotha; due tipi di Rumpler e di Caudron; più LVG B-Typ, Halberstadt, Pfalz-Flugzeugwerke, Voisin, de Havilland, Nieuport, un Bristol Bullet, un Farman, un Morane-Saulnier L Parasol e un Grigorovich G.5.
Furono fatti tentativi per riorganizzare più razionalmente gli Squadroni di volo ottomani, ma tutto finì nel 1918 con la fine del conflitto mondiale e l'occupazione di Istanbul il 3 novembre 1918.

## Operazioni belliche nel I conflitto mondiale
Nell'agosto del 1914, l'Aeronautica militare ottomana aveva otto velivoli destinati alle operazioni militari e quattro destinati all'addestramento nella Scuola di volo di Yeşilköy; di sei degli aerei operativi, due erano assegnati all'Anatolia orientale, mentre gli altri furono destinati alla Scuola di volo.
Il maggiore Erich Serno giunse nel gennaio del 1915, accompagnato da uno staff di dodici persone. Fu Erich Serno a convincere il comando militare ottomano ad assegnare ai piloti una divisa differente (con una mezzaluna alata e una stella sul loro berretto) Questi uomini furono frazionati in distaccamenti per supplire alla carenza di personale ottomano qualificato. Altro personale ed aerei tedeschi vennero successivamente forniti. L'incremento fu tanto consistente che, alla fine del 1915, uno dei sette distaccamenti era interamente tedesco, anche se i piloti e il personale indossavano uniformi ottomane. In totale il personale ottomano in questi sette distaccamenti era composto da 11 osservatori, 7 piloti militari, 3 piloti della marina e 3 piloti civili.
La più importante operazione per i reparti aerei ottomani del 1915 fu la sorveglianza dello sbarco di Gallipoli, eseguita da due distaccamenti successivamente rafforzati. Aerei ottomani, da Gallipoli, attaccarono obiettivi navali alleati e greci e basi in tutto il Nord del Mar Egeo.
Gli squadroni dell'aviazione ottomana furono distribuiti ai fronti di Gallipoli, Mesopotamia, Tracia occidentale, Costantinopoli e Caucaso alla fine del 1915.
La flotta raggiunse la sua acme nel dicembre 1916, quando gli squadroni dell'aviazione ottomana contavano 90 aerei.
Gli "Squadroni dell'Aviazione" furono riorganizzati come "Ispettorato Generale delle Forze Aeree" (Kuva-yi Havaiye Müfettiş-i Umumiliği) il 29 luglio 1918.
Nell'estate del 1918, la Palestine Brigade (Brigata Palestina) del Royal Flying Corps e dell'Australian Flying Corps mise sotto pressione le ricognizioni ottomane e tedesche e i distaccamenti degli aerei da combattimento ottomani in Palestina. L'esercito ottomano, privo di informazioni per respingere le offensive di Edmund Allenby a Megiddo, si trovò sotto attacco aereo pesante mentre si ritirava.
Con la firma del Armistizio di Mudros, il 30 ottobre 1918, l'aviazione militare ottomana concluse la sua esperienza. Al momento dell'armistizio, contava circa 100 piloti, 17 squadroni basati a terra (4 aerei ognuno) e 3 squadroni di idrovolanti (4 aerei ciascuno), per un totale di 80 velivoli.